# Sojusz Sił Demokratycznych
Sojusz Sił Demokratycznych (ADF) – grupa rebeliancka działająca na zachodzie Ugandy, mająca także bazy w Demokratycznej Republice Konga w prowincji Kiwu Północne. Początek aktywności ugrupowania datuje się na 1996. Większość bojówek została zniszczona w 2005, jednak od 2007 ponownie prowadzi zbrojną kampanię.

## Historia
Ugrupowanie składa się z muzułmańskich opozycjonistów, sprzeciwiających się rządom Ugandy pod wodzą Yoweriego Museveniego. Sojusz Sił Demokratycznych wspierany jest przez Sudan z Umarem al-Baszirem na czele. Pierwszy atak w Ugandzie autorstwa ADF, miał miejsce w 1996. Akcje podejmowane przez organizację były bardzo nieregularne i rzadkie. Mimo tego Sojusz Sił Demokratycznych był finansowany przez Sudan, gdyż Uganda wspierała południowosudańską Ludową Armię Wyzwolenia Sudanu (SPLA), która walczyła w II wojnie domowej w Sudanie. Bojówki ADF w dużym stopniu zostały rozbrojone pod koniec 1998.
Było to drugie ugrupowanie po Armii Bożego Oporu prowadzące rebelię na terenie Ugandy, jednak na znacznie mniejszą skalę. Sojusz Sił Demokratycznych nie stanowił zagrożenia dla stabilności rządu, jednak dopuszczał się ataków na siły rządowe, porywał i niejednokrotnie zabijał cywilów. Swoją siedzibę miał w masywie górskim Ruwenzori, gdzie oprócz fundamentalistycznych muzułmanów ściągali byli bojówkarze Interahamwe, które w 1994 dokonały ludobójstwa w Rwandzie, a także zbrodniarze z czasów II wojny domowej w Kongu.
W 2002 rząd ugandyjski ogłosił, iż ADF ma powiązania z Al-Ka’idą, która szkoliła bojowników. W grudniu 2005 siły Demokratycznej Republiki Konga i ONZ (MONUC) przeprowadziły operację "North Night Final", która rozbiła większość struktur ugrupowania. Udział w operacji wzięło 3,5 tys. żołnierzy Kongijskich i 600 błękitnych hełmów.
Swoje ataki ADF wznowiło w marcu 2007. W bitwie z 27 marca 2007 siły ugandyjskie zabiły 34 rebeliantów ADF. W kwietniu 2007 dochodziło do walk na terenie Parku Narodowego Semuliki. W dniach 5-6 maja 2008 w kenijskim Nairobi odbyły się negocjacje pokojowe między rządem ugandyjskim a rebeliantami ADF. Zakończyły się one zamrożeniem walk na terenie Ugandy.
Jednak w dalszym ciągu ugrupowanie posiadało bazy w Demokratycznej Republice Konga. W związku z tym kongijska armia podjęła 22 lipca 2010 na terytorium Beni w prowincji Kiwu Północne ofensywę, która po ośmiu dniach przyniosła 65 tys. uchodźców.
W kwietniu 2013 reporterzy "Allafrica" stwierdzili, iż ADF podjęła akcję rekrutacyjną na terenie Ugandy. Z kolei w lipcu 2013 ADF sprzymierzone z inną organizacją – Narodową Armią na Rzecz Wyzwolenia Ugandy (ADF-NALU), wznowiła walki w Beni. Stoczono wówczas potyczki z armią kongijską pod miejscowościami Mamundioma i Totolito. Z kolei 11 lipca 2013, ADF zaatakowało miasto Kamango, powodując ucieczkę ponad 60 tys. uchodźców przez granicę do Ugandy. 23 września 2013 w ataku w Północy Kiwu w Watalinga zginęły trzy osoby, a 30 zostało rannych. W związku uaktywnieniem się ADF-NALU, i rozbiciem przez Brygady Interwencyjne ONZ kongijskich rebeliantów Ruchu 23 Marca, pojawiły się pomysły, aby wysłać siły ONZ do ujarzmienia ugandyjskich rebeliantów na terenie Demokratycznej Republiki Konga.
Kolejny atak w wykonaniu ADF-NALU miał miejsce o świcie 25 grudnia 2013, kiedy to muzułmańscy rebelianci zajęli miasto Kamango. W walkach zginęło 40 osób. W miejsce ataku na pomoc armii Demokratycznej Republiki Konga w odbiciu miasta, wysłano helikoptery Brygady Interwencyjnej ONZ. 2 stycznia 2014 w zasadzce rebeliantów z ugrupowania ADF-NALU zginął pułkownik Mamadu Ndala dowodzący operacjami wojskowymi we wschodniej części kraju. W połowie stycznia 2014 siły zbrojne Demokratycznej Republiki Konga, wspierane przez brygadę Interwencyjną ONZ, podjęły ofensywę przeciwko rebeliantom, atakując ich bazy.